# خفاش حدوة الحصان بوشفيلد
خفاش حدوة الحصان بوشفيلد (الاسم العلمي: simulator Rhinolophus) هو نوع من أنواع الخفافيش التي تنتمي لعائلة خفاش حدوة الفرس .
يتواجد هذا النوع من الخفافيش في بوتسوانا والكاميرون وساحل العاج وإثيوبيا وغينيا وكينيا وليبيريا ومالاوي وموزمبيق ونيجيريا وجنوب إفريقيا وجنوب السودان إسواتيني وتنزانيا وزامبيا وزيمبابوي.
الموائل الطبيعية التي يقطنها هذا النوع من الخفافيش هي السافانا التي تتخللها الرطوبة، الكهوف، والموائل الجوفية (التي تتكون تحت الأرض؛ غير الكهوف). يعتبر هذا النوع من الخفافيش مهدد بخطر الانقراض نتيجة تدمير البيئة.